# هانس نيلسون (طبال)
هانس نيلسون (بالسويدية: Hans Nilsson)‏ هو طبال سويدي، ولد في 22 ديسمبر 1972 في غوتنبرغ في السويد.

## وصلات خارجية
- الموقع الرسمي
- هانس نيلسون على موقع ميوزك برينز (الإنجليزية)
- هانس نيلسون على موقع أول ميوزيك (الإنجليزية)
- هانس نيلسون على موقع ديسكوغز (الإنجليزية)